# Канувил
Канувил (фр. Canouville) насеље је и општина у северној Француској у региону Горња Нормандија, у департману Приморска Сена која припада префектури Дјеп.
По подацима из 2011. године у општини је живело 323 становника, а густина насељености је износила 71,94 становника/km². Општина се простире на површини од 4,49 km². Налази се на средњој надморској висини од 104 метара (максималној 106 m, а минималној 27 m).

## Демографија
| 1962. | 1968. | 1975. | 1982. | 1990. | 1999. | 2011. |
| ----- | ----- | ----- | ----- | ----- | ----- | ----- |
| 194   | 201   | 149   | 184   | 236   | 245   | 323   |

График промене броја становника у току последњих година